# Sindicato de Trabajadoras del Hogar y los Cuidados
El Sindicato de Trabajadoras del Hogar y los Cuidados (SINTRAHOCU) fue fundado el 15 de octubre de 2020, después de meses de reflexión y trabajo compartido entre diferentes asociaciones de todo el Estado español. Se trata del primer sindicato de este tipo articulado a nivel estatal. SINTRAHOCU lucha para exigir la equiparación de derechos laborales, dignificar las condiciones de trabajo y poner de manifiesto la importancia del trabajo de cuidados. El SINTRAHOCU aspira a organizar al mayor número posible de trabajadoras del sector, dándoles voz propia en las negociaciones de sus derechos laborales. Según Rafaela Pimentel, una de las promotoras del sindicato, las empleadas del hogar no son "un objetivo político de los grandes sindicatos y hay estructuras sindicales que tampoco permiten que asociaciones como las nuestras se sienten a negociar", por eso las trabajadoras tomaron la decisión de levantar su propia organización.
En palabras de Graciela Gallego, otra de las promotoras del SINTRAHOCU, la idea es: "construir estrategias para poder tener un sindicalismo no solamente feminista sino que se adapte a los cambios sociales. (...) Esta lucha tiene que ser de mujeres. El sindicato se hizo por mujeres trabajadoras del hogar para mujeres trabajadoras del hogar". La receta del sindicato para garantizar los derechos de las trabajadoras es sumar, crear vínculos y acompañar. Entre otras cosas, el SINTRAHOCU ofrece a las afiliadas una red de atención y apoyo, acompañamiento jurídico y formación colectiva.

Por otra parte, desde el sindicato se afirma que su lucha no es exclusiva del sector, sino de la sociedad en su conjunto:
Poner los cuidados en el centro significa invertir en los sistema públicos de atención a la dependencia, a las personas mayores o a la infancia, priorizar los cuidados sin los cuales no sería viable la vida. Sobre nuestros hombros recaen estos tipos de cuidados, muchas veces supliendo la falta de servicios públicos suficientes, accesibles y de calidad. Poner la vida en el centro, es garantizar el derecho a los cuidados para todos y todas, incluyendo nuestras vidas y cuerpos: el autocuidado como Trabajadoras del Hogar y los Cuidados.

## La situación del sector en España
En España, el sector de trabajo del hogar y los cuidados se caracteriza por la feminización, las malas condiciones laborales y la falta de derechos. Según el informe de Oxfam Intermón "Esenciales y sin derecho", antes de la pandemia de COVID-19:
- Unas 550.000 mujeres trabajaban en el sector (el 88% del total), algo más de la mitad eran migrantes y, de ellas, una de cada 4 se encontraba en situación administrativa irregular. El 32,5% vivía bajo el umbral de la pobreza (1 de cada 6 en situación de pobreza severa) frente al 12% del conjunto de personas asalariadas.

- El sueldo bruto medio de una trabajadora del hogar era casi un 60% inferior al sueldo bruto medio total del resto de sectores de actividad. Un 36% del trabajo del hogar y los cuidados era informal; sin derechos y sin cotizaciones. La informalidad, total o parcial, es una constante que lastra los ingresos (presentes y futuros) de las trabajadoras y, al mismo tiempo, les impide gozar de derechos laborales.

- Las personas que trabajan en sector no tienen los mismos derechos ni la misma protección social que el resto de personas asalariadas, lo cual contribuye a mantenerlas en la precariedad y la pobreza. Por un lado, el sector no está plenamente integrado en el Régimen General de la Seguridad Social (cosa que implica no tener derecho a paro o a permisos retribuidos, pensiones calculadas de forma distinta a las del resto de trabajadoras, etc.) y está excluido de la Ley de Prevención de Riesgos Laborales. Por otro, la situación de las trabajadoras del hogar no puede mejorar sin cambios en el Sistema para la Autonomía y Atención a la Dependencia (SAAD) y la Ley de Extranjería.

Frente a esta situación, el COVID-19 ha tenido un impacto feroz sobre el sector. Al principio de la pandemia, muchas trabajadoras se quedaron sin ingresos (por no tener contrato de trabajo) y sin poder acceder a las prestaciones extraordinarias del Gobierno de España (por estar fuera del Régimen General de la Seguridad Social o carecer de alta). Otras, en cambio, fueron obligadas a desplazarse o quedarse en los hogares, con grave riesgo o prejuicio para su salud. La naturaleza del trabajo y sus malas condiciones (precariedad, falta de prevención de riesgos laborales, imposibilidad para negarse a cumplir determinadas tareas, etc.) expuso más las trabajadoras al contagio, como demuestra la mayor incidencia de la enfermedad en este colectivo laboral respecto a otros. La pandemia por lo tanto no ha hecho más que profundizar las desigualdades estructurales existentes, impulsando a las trabajadoras del sector a multiplicar sus esfuerzos para organizarse, trabajar en red y prestarse apoyo mutuo. 

## Principales reivindicaciones del SINTRAHOCU
En octubre de 2020, el SINTRAHOCU creó un perfil de Twitter en el que explicaba las razones para formar una nueva organización. Entre otras cosas, apuntaba: 
Aislamiento, despidos injustificados, abusos laborales, etc., son algunas vulneraciones de derechos que enfrenta el sector. La pandemia ha sacado a la luz la exclusión y explotación que venimos denunciando desde hace años.
El SINTRAHOCU nació, pues, para denunciar la vulneración reiterada de los derechos de las trabajadoras del sector, exigir a las instituciones públicas su reconocimiento como sujeto político y reivindicar:
- La ratificación por parte del Gobierno español del Convenio 189 de la Organización Internacional del Trabajo (OIT) sobre el trabajo decente para las personas trabajadoras del hogar. Se ratificó el 9 de junio de 2022.[7] Según Graciela Gallego:

El actual Gobierno nos lo prometió desde el mismo momento que el Sr. Sánchez subió a la presidencia, (...) dicen que lo van a ratificar ¿Cuándo? ¿Ahora o al final de la Legislatura? Para nosotras es muy importante esta ratificación, sumándole su recomendación 201 aunque no es vinculante, pero trae consigo las medidas a implementar y unos derechos como es a un convenio colectivo
 El acuerdo se ratificó por el Parlamento español el 9 de junio de 2022.
- La plena incorporación del trabajo del hogar y los cuidados en España al Régimen General de la Seguridad Social que, a través de reales decretos o leyes, se sigue posponiendo.[1]

- La inclusión del sector en el Estatuto de los Trabajadores y en la Ley de Prevención de Riesgos Laborales.[1]
- La implementación por parte del Gobierno español de mecanismos eficaces y eficientes para que Inspección de Trabajo pueda desempeñar su labor en las casas - en cuanto centros de trabajo - y evitar así vulneraciones de derechos.[9]
- La derogación de la Ley de Extranjería. Al considerar a las personas migrantes en situación administrativa irregular como un colectivo sin derechos, la ley de facto proporciona mano de obra barata a la economía informal, promoviendo así la explotación laboral pero también el racismo social y cultural.[10]

Las reivindicaciones ponen de manifiesto que capitalismo, patriarcado y racismo estructural condicionan los derechos de las trabajadoras del sector, y que para el SINTRAHOCU desmontarlos significa caminar hacia la igualdad. Graciela Gallego, hablando del aporte del feminismo al trabajo sindical, afirma:
El común denominador es la lucha de clases. Tenemos que conseguir que juntas podamos hacer frente a esta situación de desigualdad económica, social, política… El feminismo nos ha ayudado a politizar lo privado, a politizar sartenes y delantales y esto es una parte importante porque ayuda a visibilizar la contribución que hacemos a la sociedad y la importancia de nuestro trabajo. Hay que exigir políticas de cuidados, un ministerio de cuidado.
El SINTRAHOCU se sumó al manifiesto "Unidad y solidaridad. Violencia de género cero" promovido por Recortes Cero con ocasión del 8 de marzo de 2021 y firmado por 200 organizaciones.

## Primera asamblea estatal del SINTRAHOCU - abril de 2021
En abril de 2021 se celebró la primera asamblea estatal del SINTRAHOCU. A causa de la crisis sanitaria se hizo de forma virtual, facilitando así que trabajadoras de toda España pudieran conectarse y participar. La asamblea fue una cita fundamental para garantizar el funcionamiento democrático del sindicato y, también, el empoderamiento político de las trabajadoras afiliadas. La organización sentó así las bases para seguir desarrollándose, exigir la equiparación de derechos y reivindicar la importancia del trabajo del hogar y los cuidados.